# 永野為光
永野 為光（ながの ためみつ、1939年（昭和14年）12月2日 - 2018年4月5日）は、日本の実業家。東北放送で社長、会長を務めた。

## 略歴
1939年（昭和14年）12月2日に生まれる。1965年（昭和40年）に法政大学工学部電気工学科を卒業し、東北放送に入社する（同期に小野忠一郎、船坂徐郭、松田健一）。1994年（平成6年）にテレビ局業務部長、1998年（平成10年）にテレビ局長、1999年（平成11年）に取締役、2002年（平成14年）に常務、2004年（平成16年）に専務と重役を歴任。
2005年（平成17年）に代表取締役社長に就任し、2010年（平成22年）に代表取締役会長に就任する。
2018年4月5日、心不全のために逝去。78歳没。

## 参考
- 東北放送株式会社 の有価証券報告書
- 『人事興信録 第45版』（興信データ、2009）
- 東北放送社長に一力氏 - 日本経済新聞